# Disgorge (US-amerikanische Band)
Disgorge ist eine Death-Metal-Band aus San Diego, Kalifornien (USA). Sie spielen eine extreme Form des Death Metal, Deathgrind.

## Geschichte
Gegründet wurde Disgorge 1992 von Bryan Ugartechea, Tony Freithoffer und Ricky Myers. Nach den ersten Demo-Aufnahmen legte die Band erst mal eine Pause ein, dann wurde 1995 das zweite Demo veröffentlicht, welches der Band einen ersten Plattenvertrag mit Extremities Productions einbrachte. Für das zweite Album wechselte Disgorge dann zu Unique Leader Records. Aktuell ist die Musikgruppe bei Crash Music unter Vertrag.
Der Bassist Ben Marlin erlag am 2. Januar 2008 im Alter von 32 Jahren einem Krebsleiden.

## Diskografie
- 1992: Cognitive Lust of Mutilation (Demo)
- 1995: Demo
- 1999: Cranial Impalement
- 1999: She Lay Gutted
- 2002: Consume the Forsaken
- 2005: Parallels of Infinite Torture